# Rob Corddry
Robert William "Rob" Corddry (Weymouth, 4 de fevereiro de 1971) é um ator e comediante americano, mais conhecido por seu trabalho como correspondente no The Daily Show with Jon Stewart e pelo papel de Lou no filme Hot Tub Time Machine. É o criador e protagonista da série de televisão Childrens Hospital, exibida pelos canais Adult Swim e Cartoon Network. Corddry venceu o Emmy Award por seu trabalho na série em setembro de 2012.    

## Carreira
| Ano  | Título                                    | Título em português                         | Papel                       |
| ---- | ----------------------------------------- | ------------------------------------------- | --------------------------- |
| 2003 | Old School                                | br: Dias Incríveis                          | Warren                      |
| 2004 | Blackballed: The Bobby Dukes Story        |                                             | Bobby Dukes                 |
| 2006 | Wedding Daze                              | br: O Prazer da Sua Companhia               | Kyle                        |
| 2006 | Unaccompanied Minors                      | br: Menores Desacompanhados                 | Sam Davenport               |
| 2006 | Failure to Launch                         | br: Armações do Amor                        | Vendedor de armas           |
| 2006 | Arthur and the Invisibles                 | br: Arthur e os Minimoys                    | Voz de Seides               |
| 2007 | The Ten                                   | br: Dez Mandamentos Muito Loucos            | Duane Rosenblum             |
| 2007 | The Heartbreak Kid                        | br: Antes Só do Que Mal Casado              | Mac                         |
| 2007 | I Now Pronounce You Chuck and Larry       | br: Eu, os Declaro Marido e Larry           | Jim                         |
| 2007 | Blades of Glory                           | br: Escorregando para a Glória              | Bryce                       |
| 2008 | What Happens in Vegas                     | br: Jogo de Amor em Las Vegas               | Steve "Hater" Hader         |
| 2008 | W.                                        |                                             | Ari Fleischer               |
| 2008 | Semi-Pro                                  | br: Os Aloprados                            | Kyle                        |
| 2008 | Lower Learning                            | br: Educação às Avessas                     | Billings                    |
| 2008 | Harold & Kumar Escape from Guantanamo Bay | br: Madrugada Muito Louca 2                 | Ron Fox                     |
| 2009 | The Winning Season                        | br: Um Por Todas e Todas Por Um             | Terry                       |
| 2009 | Taking Chances                            | br: Arriscando Tudo                         | Prefeito Cleveland Fishback |
| 2010 | Hot Tub Time Machine                      | br: A Ressaca                               | Lou                         |
| 2010 | Operation: Endgame                        | br: Operação Fim de Jogo                    | Chariot                     |
| 2011 | Cedar Rapids                              | br: Um Negócio Nada Seguro                  | Gary                        |
| 2011 | Butter                                    |                                             | Ethan Emmett                |
| 2012 | Seeking a Friend for the End of the World | br: Procura-se um Amigo para o Fim do Mundo | Warren                      |
| 2013 | Hell Baby                                 |                                             | Jack                        |
| 2013 | Escape from Planet Earth                  | br: A Fuga do Planeta Terra                 | Gary Supernova              |
| 2013 | Warm Bodies                               | br: Meu Namorado é um Zumbi                 | M / Marcus                  |
| 2013 | Pain and Gain                             | br: Sem Dor, Sem Ganho                      | John Mese                   |
| 2015 | Hot Tub Time Machine 2                    | br: A Ressaca 2                             | Lou                         |
| 2018 | Dog Days                                  | Kurt                                        |                             |